# Nombre premier gigantesque
En mathématiques, un premier gigantesque est un nombre premier composé d'au moins dix mille chiffres en base dix.
Le terme est apparu dans l'article Collecting gigantic and titanic primes de la revue Journal of Recreational Mathematics (1992) par Samuel Yates. Peu de nombres premiers d'une telle taille étaient connus à cette époque, mais un ordinateur personnel moderne peut en trouver plusieurs en une journée.
Le premier nombre premier gigantesque découvert est le premier de Mersenne 244497 – 1. Il possède 13395 chiffres et a été trouvé en 1979 par Harry L. Nelson et David Slowinski.
Le plus petit nombre premier gigantesque est 109999 + 33603. Il a été prouvé premier en 2003 par Jens Franke, Thorsten Kleinjung et Tobias Wirth avec leur propre programme ECPP distribué, qui fut leur plus grande découverte à l'époque.